# Кубок «Балтики» 2001
Кубок «Балтики» 2001 — XXXIV ежегодный хоккейный турнир в рамках Еврохоккейтура. Состоялся 18—22 декабря 2001 года в Москве. Участники турнира: Россия, Чехия, Швеция и Финляндия. Победитель — сборная Чехии.

## Матчи
| 18 декабря 2001 | Чехия | 4 : 3 (жребий) (0:1, 2:1, 1:1, 0:0, 1:0) | Швеция | МСА "Лужники", Москва Зрителей: 2500 |

| Отчёт | Отчёт                    | Отчёт | Отчёт                         | Отчёт                                  |
| --- | ------------------------ | --- | ----------------------------- | -------------------------------------- |
| |                          | |                               |                                        |
| | Иржи Трвай — 00:00-60:00 | Вратари | 00:00-60:00 — Андреас Хаделев | Судьи: Сергей Семенов Бирюков Крапивин |
| | Голы:                    | |                               | Судьи: Сергей Семенов Бирюков Крапивин |
| Петр Лешка (М. Штрба) — 30:20 Павел Роса (А. Николов) — 37:10 Зденек Седлак (П. Роса, Т. Кухарчик) — 50:09 | 0:1 0:2 1:2 2:2 3:2 3:3  | 01:55 — Бьёрн Мелин (Ю. Давидссон) 21:34 — Грегер Артурссон (У. Седерстрем, Ю. Давидссон) 57:31 — Матиас Юханссон (Н. Андерссон) |                               | Судьи: Сергей Семенов Бирюков Крапивин |
| |                          | |                               | Судьи: Сергей Семенов Бирюков Крапивин |
| |                          | |                               | Судьи: Сергей Семенов Бирюков Крапивин |
| |                          | |                               | Судьи: Сергей Семенов Бирюков Крапивин |
| 6 мин | Штраф                    | 6 мин |                               | Судьи: Сергей Семенов Бирюков Крапивин |
| |                          | |                               |                                        |
| | 25 (4+13+7+1)            | Броски | 29 (10+5+13+1)                |                                        |

| 18 декабря 2001 | Россия | 3 : 2 (Б) (1:1, 1:1, 0:0, 0:0, 1:0) | Финляндия | МСА "Лужники", Москва Зрителей: 7500 |

| Отчёт | Отчёт                         | Отчёт                                                                                             | Отчёт                         | Отчёт                         |
| --- | ----------------------------- | ------------------------------------------------------------------------------------------------- | ----------------------------- | ----------------------------- |
| |                               |                                                                                                   |                               |                               |
| | Егор Подомацкий — 00:00-60:00 | Вратари                                                                                           | 00:00-60:00 — Фредрик Норрена | Судьи: Рейтер Макаров Шелянин |
| | Голы:                         |                                                                                                   |                               | Судьи: Рейтер Макаров Шелянин |
| Алексей Васильев (Кознев) — (бол) 02:56 Александр Савченков (А. Разин, А. Гольц) — (бол) 31:53 Валерий Карпов — ПБ | 1:0 1:1 1:2 2:2 3:2           | 16:48 — Киммо Коскенкорва (А. Тукио, Л. Пирьете) 21:15 — Туукка Мянтюля (Ю. Песонен, Я. Хассинен) |                               | Судьи: Рейтер Макаров Шелянин |
| |                               |                                                                                                   |                               | Судьи: Рейтер Макаров Шелянин |
| |                               |                                                                                                   |                               | Судьи: Рейтер Макаров Шелянин |
| |                               |                                                                                                   |                               | Судьи: Рейтер Макаров Шелянин |
| 16 мин | Штраф                         | 8 мин                                                                                             |                               | Судьи: Рейтер Макаров Шелянин |
| |                               |                                                                                                   |                               |                               |
| | 32 (10+8+8+5+1)               | Броски                                                                                            | 24 (6+8+9+0+1)                |                               |

| 20 декабря 2001 | Финляндия | 2 : 4 (0:0, 1:2, 1:2) | Чехия | МСА "Лужники", Москва Зрителей: 2500 |

| Отчёт                                                                         | Отчёт                         | Отчёт | Отчёт                      | Отчёт                                   |
| ----------------------------------------------------------------------------- | ----------------------------- | --- | -------------------------- | --------------------------------------- |
|                                                                               |                               | |                            |                                         |
|                                                                               | Фредрик Норрена — 00:00-59:41 | Вратари | 00:00-60:00 — Адам Свобода | Судьи: Сергей Карабанов Горденко Зайцев |
|                                                                               | Голы:                         | |                            | Судьи: Сергей Карабанов Горденко Зайцев |
| Арто Тукио (Л. Пирьете) — (бол) 26:30 Юсси Песонен (Л. Пирьете) — (бол) 59:17 | 0:1 1:1 1:2 1:3 2:3 2:4       | 21:46 (бол) — Петр Чаянек (М. Штрба) 32:09 — Милослав Гурень (П. Чаянек, Д. Носек) 50:27 — Петр Мудрох (М. Посмык, П. Патера) 59:51 (пв) — Виктор Уйчик (П. Чаянек) |                            | Судьи: Сергей Карабанов Горденко Зайцев |
|                                                                               |                               | |                            | Судьи: Сергей Карабанов Горденко Зайцев |
|                                                                               |                               | |                            | Судьи: Сергей Карабанов Горденко Зайцев |
|                                                                               |                               | |                            | Судьи: Сергей Карабанов Горденко Зайцев |
| 14 мин                                                                        | Штраф                         | 24 мин |                            | Судьи: Сергей Карабанов Горденко Зайцев |
|                                                                               |                               | |                            |                                         |
|                                                                               | 29 (8+9+12)                   | Броски | 38 (7+14+17)               |                                         |

| 20 декабря 2001 | Швеция | 1 : 3 (1:0, 0:1, 0:2) | Россия | МСА "Лужники", Москва Зрителей: 7700 |

| Отчёт                               | Отчёт                                      | Отчёт                                                                                                  | Отчёт                         | Отчёт                          |
| ----------------------------------- | ------------------------------------------ | --- | ----------------------------- | ------------------------------ |
|                                     |                                            | |                               |                                |
|                                     | Рольф Ванхайнен — 00:00-59:19, 59:50-60:00 | Вратари                                                                                                | 00:00-60:00 — Егор Подомацкий | Судьи: Рейтер Бирюков Крапивин |
|                                     | Голы:                                      | |                               | Судьи: Рейтер Бирюков Крапивин |
| Юхан Давидссон (Ю. Йонссон) — 07:41 | 1:0 1:1 1:2 1:3                            | 34:33 (бол) — Павел Торгаев (М. Сушинский) 49:15 — Илья Горохов (П. Торгаев) 59:50 (пв) — Андрей Разин |                               | Судьи: Рейтер Бирюков Крапивин |
|                                     |                                            | |                               | Судьи: Рейтер Бирюков Крапивин |
|                                     |                                            | |                               | Судьи: Рейтер Бирюков Крапивин |
|                                     |                                            | |                               | Судьи: Рейтер Бирюков Крапивин |
| 22 мин                              | Штраф                                      | 2 мин                                                                                                  |                               | Судьи: Рейтер Бирюков Крапивин |
|                                     |                                            | |                               |                                |
|                                     | 13 (6+3+4)                                 | Броски                                                                                                 | 19 (5+7+7)                    |                                |

| 22 декабря 2001 | Финляндия | 3 : 4 (Б) (0:2, 2:1, 1:0, 0:0, 0:1) | Швеция | МСА "Лужники", Москва Зрителей: 2050 |

| Отчёт | Отчёт                           | Отчёт | Отчёт                         | Отчёт                                   |
| --- | ------------------------------- | --- | ----------------------------- | --------------------------------------- |
| |                                 | |                               |                                         |
| | Антеро Нииттимяки — 00:00-60:00 | Вратари | 00:00-60:00 — Рольф Ванхайнен | Судьи: Сергей Карабанов Горденко Зайцев |
| | Голы:                           | |                               | Судьи: Сергей Карабанов Горденко Зайцев |
| Томми Турунен (Э. Пирнес) — 27:34 Мика Виинанен (А. Миеттинен, Э. Какко) — 28:54 Янне Нискала (Л. Пирьетя) — 47:30 | 0:1 0:2 0:3 1:3 2:3 3:3         | 03:27 — Петер Нордстрём (Мат. Юханссон) 19:09 — Юнас Йонссон (Маг. Юханссон, М. Вайнхандль) 23:58 (бол) — Юнас Йонссон (М. Вайнхандль) |                               | Судьи: Сергей Карабанов Горденко Зайцев |
| |                                 | |                               | Судьи: Сергей Карабанов Горденко Зайцев |
| |                                 | |                               | Судьи: Сергей Карабанов Горденко Зайцев |
| |                                 | |                               | Судьи: Сергей Карабанов Горденко Зайцев |
| 8 мин | Штраф                           | 10 мин |                               | Судьи: Сергей Карабанов Горденко Зайцев |
| |                                 | |                               |                                         |
| | 17 (4+7+5+0+1)                  | Броски | 26 (6+8+11+0+1)               |                                         |

| 22 декабря 2001 12:30 | Россия | 0 : 4 (0:3, 0:1, 0:0) | Чехия | МСА "Лужники", Москва Зрителей: 8500 |

| Отчёт  | Отчёт                         | Отчёт | Отчёт                    | Отчёт                                  |
| ------ | ----------------------------- | --- | ------------------------ | -------------------------------------- |
|        |                               | |                          |                                        |
|        | Егор Подомацкий — 00:00-60:00 | Вратари | 00:00-60:00 — Иржи Трвай | Судьи: Ларс-Юхан Рихед Макаров Шелянин |
|        | Голы:                         | |                          | Судьи: Ларс-Юхан Рихед Макаров Шелянин |
|        | 0:1 0:2 0:3 0:4               | 06:21 (бол) — Ярослав Балаштик (М. Чех, П. Лешка) 07:45 — Томаш Кухарчик (В. Уйчик) 12:34 — Ярослав Балаштик (П. Лешка) 36:21 — Павел Роса (П. Чаянек) |                          | Судьи: Ларс-Юхан Рихед Макаров Шелянин |
|        |                               | |                          | Судьи: Ларс-Юхан Рихед Макаров Шелянин |
|        |                               | |                          | Судьи: Ларс-Юхан Рихед Макаров Шелянин |
|        |                               | |                          | Судьи: Ларс-Юхан Рихед Макаров Шелянин |
| 10 мин | Штраф                         | 24 мин |                          | Судьи: Ларс-Юхан Рихед Макаров Шелянин |
|        |                               | |                          |                                        |
|        | 34 (9+12+13)                  | Броски | 31 (15+9+7)              |                                        |

## Итоговая таблица
| М | Сборная   | И | В | ВО | ПО | П | ШЗ | ШП | О |
| - | --------- | - | - | -- | -- | - | -- | -- | - |
| 1 | Чехия     | 3 | 2 | 1  | 0  | 0 | 12 | 5  | 8 |
| 2 | Россия    | 3 | 1 | 1  | 0  | 1 | 6  | 7  | 5 |
| 3 | Швеция    | 3 | 0 | 1  | 1  | 1 | 8  | 10 | 3 |
| 4 | Финляндия | 3 | 0 | 0  | 2  | 1 | 7  | 11 | 2 |

## Лучшие игроки
| Вратарь    | Иржи Трвай    |
| Защитник   | Ронни Сундин  |
| Нападающий | Павел Торгаев |
| MVP        | Петр Чаянек   |

## Лучшие бомбардиры
| М | Игрок         | Г | П | О |
| - | ------------- | - | - | - |
| 1 | Петр Чаянек   | 1 | 3 | 4 |
| 2 | Лассе Пирьетя | 0 | 4 | 4 |
| 3 | Павел Роса    | 2 | 1 | 3 |
| 4 | Юнас Йонссон  | 2 | 1 | 3 |

## Победитель
| Победитель Кубка «Балтики» 2001 |
| Чехия                           |